# فرانسيس إليزابيث بارو
فرانسيس إليزابيث بارو (بالإنجليزية: Frances Elizabeth Barrow)‏ هي كاتِبة أمريكية، ولدت في 22 فبراير 1822 في تشارلستون في الولايات المتحدة، وتوفيت في 7 مايو 1894 في نيويورك في الولايات المتحدة.